# Хабенария
Хабенарията (Pecteilis radiata, синоним Habenaria radiata) е вид орхидея, открита в Китай, Япония, Корея и Русия.
Известно е като „цвете бяла чапла“, „ресничеста орхидея“ или „sagisō“.
Sagisō е официалното цвете на областта Setagaya, Токио.
Не бива да се бърка с бялата орхидея с ресни Platanthera praeclara, която е северноамерикански вид.

## Местообитание
Хабенарията обитава райони с умерен и тропически климат

## Описание
В почвата хабенарията образува сочни грудки и месести корени. От тях излизат приосновни елиптично удължени листа, които живеят само един сезон. Цветоносното стъбло достига до 40 см. Завършва със съцветие, което може да има от 1 до 10 цвята. Те са бели до много бледо сини с бисерен блясък. Формата им е рядко срещаща се – венчелистчетата са подредени в една плоскост, като едното е заоблено, удължено, а отстрани се разперват други две с насечена като на реснички периферия. Цвета е във форма наподобяваща разперила крила бяла чапла. Цъфтежът продължава почти през цялото лято.